# Den Haag Marathon
De Den Haag Marathon (ook wel Vredes Marathon) was een marathon in Den Haag en omstreken. Het grootste deel van het parcours, dat in het oude centrum begon en eindigde, liep door Den Haag. Het was de eerste marathon in Nederland die in het najaarsseizoen plaatsvond. Naast de hele marathon, werd er ook een ultraloop (60 km), halve marathon en kinderloop over 2 km gehouden.

## Geschiedenis
Den Haag kende van 1986 t/m 1995 de Vredespaleisloop, deze had een lengte van 2,5 - 4x2,5 - 5 en 10 km. Er deden steeds ruim 1500 mensen aan mee. De 10e en tevens laatste bijna 3000. Op 30 augustus 1998 werd ter gelegenheid van het 750-jarig bestaan van 's-Gravenhage door dezelfde organisatoren de KonMarathon georganiseerd. Het hele parcours, over 1 ronde was binnen de stadsgrenzen. Het aantal deelnemers was 1700, waarvan er ongeveer 1200 binnen de vastgestelde tijd over de finish liepen.
Nadat er sinds 1998 geen marathon in Den Haag was gelopen, werd in 2013 weer een marathon georganiseerd. Het leek toen een eenmalig evenement te worden ter viering van het 200-jarig bestaan van het Koninkrijk der Nederlanden. Speciaal voor die gelegenheid werd die marathon langs het Vredespaleis geleid. Gekozen werd voor een datum in september omdat deze dag dan dicht bij de Internationale Dag van de Vrede is.
In 2016 werd de editie afgelast vanwege de te hoge organisatiekosten. Daarna is er in Den Haag geen marathon meer georganiseerd.
Vanaf 2013 wordt wel weer jaarlijks de Vredesloop georganiseerd en sinds 2019 de The Hague Peace Night Run, met start en finish op het Lange Voorhout en een parkoers van 8,5 km.

## Route
De start vindt plaats op het Lange Voorhout, waar vroeger ook de City Pier City loop startte. Bij de Scheveningseweg gaan de lopers rechtsaf langs de Scheveningse Bosjes naar Madurodam. Dan volgen ze de Haringkade richting Scheveningen. Bij het einde van het Westbroekpark gaan ze naar het Zuiden, over de Frankenslag naar Houtrust. Aan het einde van de Laan van Poot gaan ze rechtsaf naar het strand. Daar gaan ze noordwaarts tot de havens. Ze lopen langs alle kades van de havens totdat ze weer op het strand zijn. Tien kilometer verder gaan ze de duinen in, bij de Wassenaarse Slag. Dan volgt het traject de Katwijkseweg, de Schouwweg en de Buurtweg in Wassenaar. Deze kruist de Landscheidingsweg. Iets verder komen de lopers dan bij de achteringang van Landgoed Clingendael. Ze lopen langs het landhuis. Dan lopen ze door de hele lengte van het Haagse Bos, steken de Prinsessegracht over en komen dan bij de finish op het Plein.

## Winnaars
| Jaar              | Winnaar                  | Tijd        | Winnares           | Tijd        | Deelnemers  |             |             |
| Konmarathon       | Konmarathon              | Konmarathon | Konmarathon        | Konmarathon | Konmarathon | Konmarathon | Konmarathon |
| ----------------- | ------------------------ | ----------- | ------------------ | ----------- | ----------- | ----------- | ----------- |
| 30-08-1998        | Lemi Venghere (Ethiopië) | 2:15.17     |                    |             |             |             |             |
| Den Haag Marathon |                          |             |                    |             |             |             |             |
| 22-09-2013        | Patrick Kwist            | 2:37.34     | Irene Kinnegim     | 3:06.32     | 950         |             |             |
| 21-09-2014        | Graham Hedger            | 3:09.19     | Femke Van de Broek | 3:43.33     | 1200        |             |             |
| 20-09-2015        | Rudy van Mourik          | 3:04.55     | Nienke Elzinga     | 3:56.19     | 923         |             |             |